# Neurochyta agrapta
Neurochyta agrapta är en fjärilsart som beskrevs av Turner 1936. Neurochyta agrapta ingår i släktet Neurochyta och familjen ädelspinnare. Inga underarter finns listade i Catalogue of Life.